# San Michele-sziget

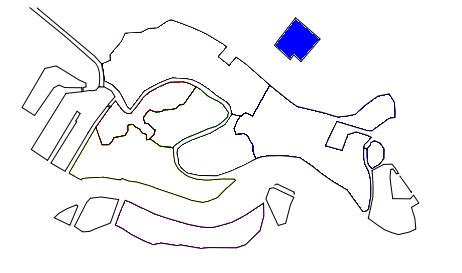
San Michele szigetének elhelyezkedése a Velencei-lagúnában

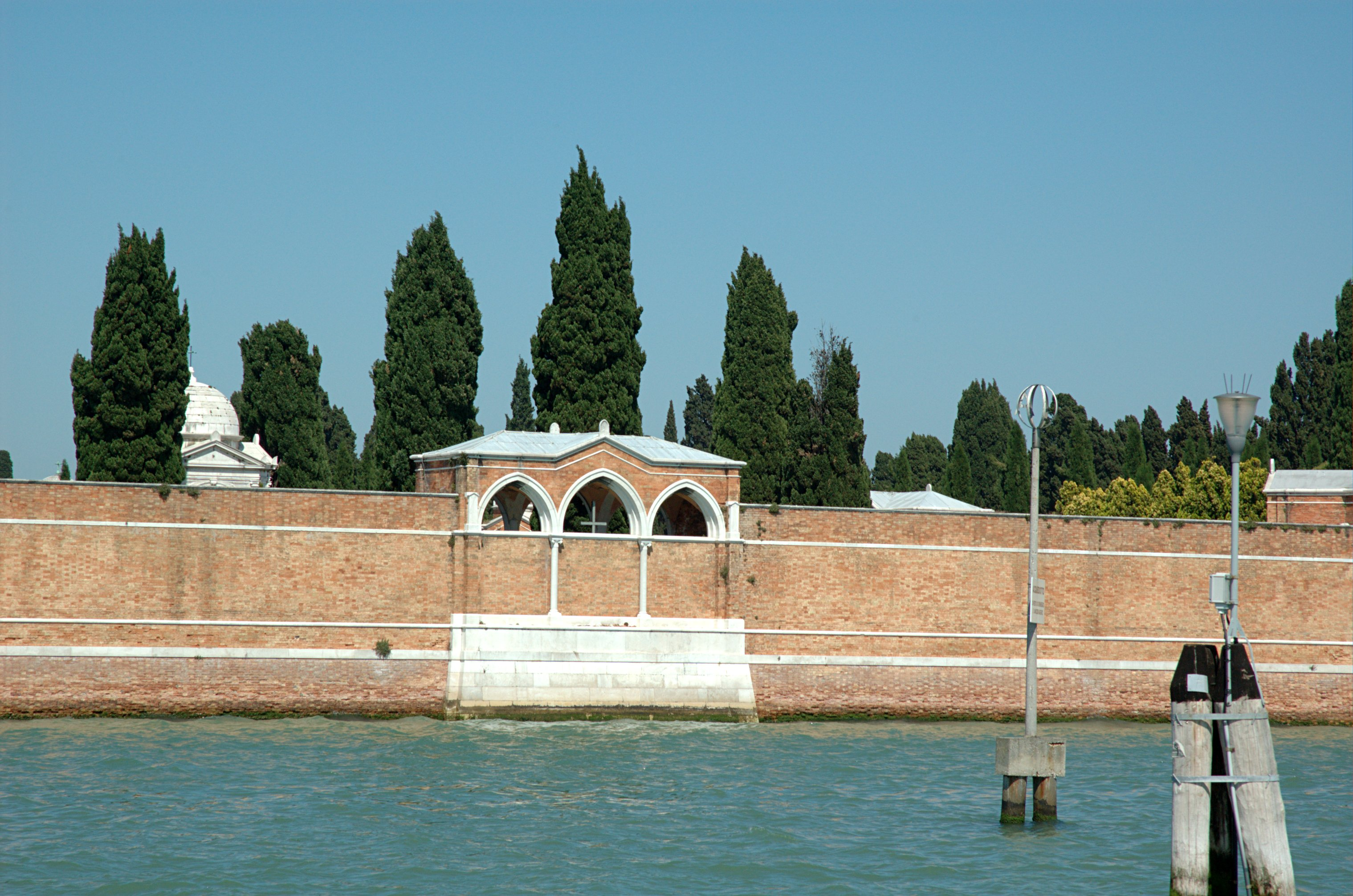
San Michele temetőjének falai

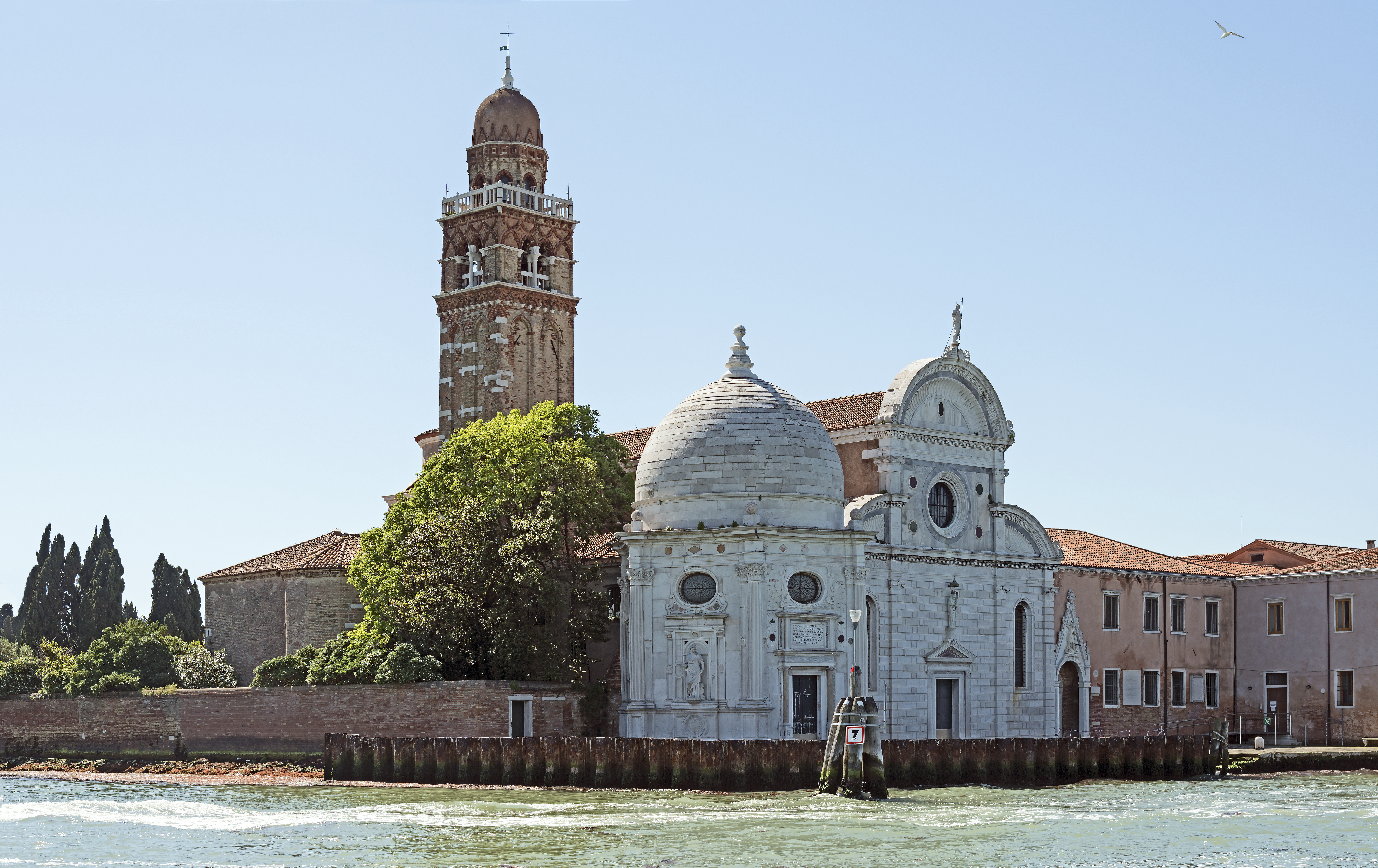
A templom

San Michele szigete Velence város temetője. Az itteniek velencei nyelven San Michièlnek hívják. A városközponttól kissé északkeleti irányban fekszik, eredetileg két kisebb sziget alkotta, a San Michele és a San Cristoforo della Pace, amelyeket egy csatorna választott el egymástól (1837-ben betemették).

## Története
1212–1810 között a sziget a kamalduli rend birtokában állt. Itt dolgozott például Fra Mauro (1433–1459) térképész is. Velence meghódítása után Bonaparte Napóleon elrendelte, hogy járványügyi okokból a városban található számos temetőt hatóságilag fel kell számolni – ami indokolt lépés volt, mivel addig a holtakat gyakran ugyanazok alá a terek (campók) alá földelték el, ahol az ivóvízgyűjtő ciszternák voltak.
A temető céljára kijelölt San Michele-sziget azonban alig egy évszázad alatt betelt – jelenleg már csak a védett vagy nevezetes sírhelyek élveznek háborítatlanságot. Az egyszerű polgárokat 10 év letelte után kihantolják és a csontokat közös sírgödörben tárolják, hogy helyet teremtsenek az új temetésekhez. A temetőt munkaidőn kívül érdemes felkeresni, mivel a kihantolás során munkagépekkel is dolgoznak, ami felkavaró látvány.

## Nevezetességei

### San Michele in isola
A templom, amelyet Mauro Coducci építészmester alkotott 1469–97 között, isztriai márványból épült, korai reneszánsz stílusban. Könnyen megközelíthető, előtte található a vaporetto megállóhelye.

### A temető
A San Cristoforo a temető belsejében található kisebb templomépület. A sírkert több parcellából áll a különböző felekezetű elhunytak sírja számára. 
San Michele szigetén nyugszik a protestáns parcellában Ezra Pound (1885–1972) amerikai költő, illetve Frederick Rolfe (Corvo báró) író (elhunyt 1913) és Ermanno Wolf-Ferrari (1876–1948) olasz zeneszerző. 
Az ortodox parcellában kapott helyet Szergej Gyagilev (1872–1929) balettművész, Igor Stravinsky (1882–1971) orosz zeneszerző, Joszif Brodszkij (1940–1996) és Helenio Herrera (1916–1997).

## Híres emberek
- Fra Mauro (1433–1459) térképész, aki 40 évvel Amerika felfedezése előtt már világatlaszt állított össze.
- Silvio Pellico (1789-1854) író ezen a szigeten raboskodott, mielőtt az osztrákok átvitték a Spielbergbe.

## Fordítás
- Ez a szócikk részben vagy egészben  a   San Michele (isola) című olasz Wikipédia-szócikk fordításán alapul.  Az eredeti cikk szerkesztőit annak laptörténete sorolja fel. Ez a jelzés csupán a megfogalmazás eredetét és a szerzői jogokat jelzi, nem szolgál a cikkben szereplő információk forrásmegjelöléseként.

## Külső hivatkozások
- Információk a lagúnáról
- Google Maps térképe
- MILVa - Interaktív térkép a Velencei lagúnáról
- Comune di Venezia, Tematikus kartográfia Velence lagúnájáról
- Archív felvételek a Velencei lagúnáról